# لمويل روبرتس
لمويل روبرتس (بالإنجليزية: Lemuel Roberts)‏ هو مؤرخ عسكري أمريكي، ولد في 3 مايو 1752 في كانان في الولايات المتحدة، وتوفي في 1810 في فرانكلين في الولايات المتحدة.